# راي كينيدي (لاعب كرة قاعدة)
راي كينيدي (بالإنجليزية: Ray Kennedy)‏ هو لاعب كرة قاعدة أمريكي، ولد في 19 مايو 1895 في بيتسبرغ في الولايات المتحدة، وتوفي في 18 يناير 1969 في كاسيلبيري في الولايات المتحدة.